# ليستير مورغان
ليستير مورغان (بالإسبانية: Lester Morgan)‏ (مواليد 2 مايو 1976) هو لاعب كرة قدم. يلعب مع منتخب كوستاريكا لكرة القدم. سبق له أن لعب في كأس العالم لكرة القدم مع منتخب بلاده.

## روابط خارجية
- ليستير مورغان على موقع الاتحاد الدولي (مؤرشف)  (الإنجليزية)
- ليستير مورغان على موقع قاعدة بيانات كرة القدم.إي يو (الإنجليزية)
- ليستير مورغان على موقع ناشيونال فوتبول تيمز (الإنجليزية)
- ليستير مورغان على موقع Soccerway.com (الإنجليزية)